# Жоната Роберт
Жоната Роберт Алвес да Силва (порт. Jhonata Robert Alves da Silva; род. 26 октября 1999, Ресифи) — бразильский футболист, вингер клуба «Гремио».

## Клубная карьера
Роберт — воспитанник клубов «Барра» и «Гремио». 8 декабря 2019 года в матче против «Гояса» он дебютировал в бразильской Серии A в составе последних. В начале 2020 года для получения игровой практики Роберт на правах аренды перешёл в «Крузейро». 2 февраля в матче Лиги Минейро против «Тупинамбаша» он дебютировал за новую команду. В этом же поединке Жоната забил свой первый гол за «Крузейро». 
Летом 2020 года Роберт был арендован португальским «Фамаликаном». 4 октября в матче против «Риу Аве» он дебютировал в Сангриш лиге. 25 октября в поединке против «Боавишты» Жоната забил свой первый гол за «Фамаликан». 
В 2021 году Роберт вернулся в «Гремио». 16 ноября в поединке против «Ред Булл Брагантино» Жоната забил свой первый гол за клуб. 